# IJsbrand van Hamelsveld

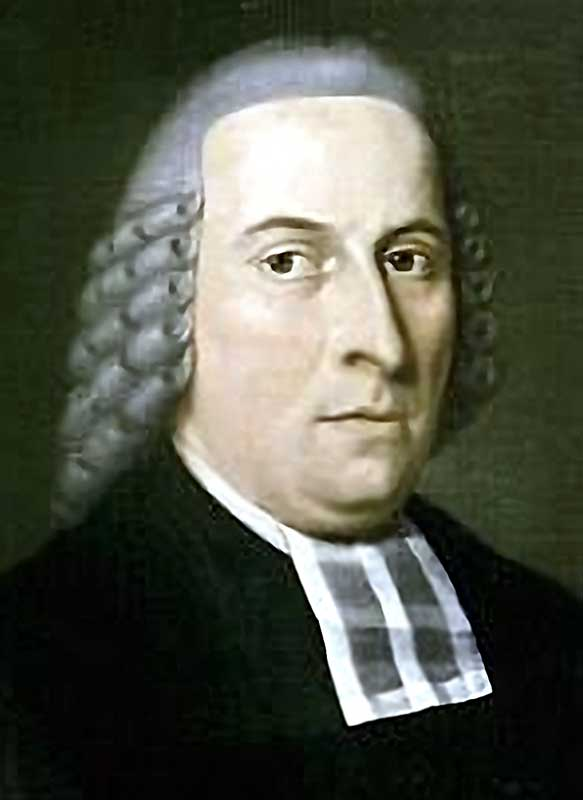
Ijsbrand van Hamelsveld

IJsbrand van Hamelsveld (auch: Isbrand oder Ysbrand van Hamelsveld; * 7. Februar 1743 in Utrecht; † 9. Mai 1812 in Amsterdam) war ein niederländischer Theologe, Historiker und Politiker.

## Leben
Der Sohn des Spielkartenfabrikanten Ijsbrand van Hamesveld und dessen Frau Elisabeth Wiggers sollte eigentlich die Fabrik seines Vaters fortführen. Da er dazu jedoch keine Lust verspürte, verfolgte er seinem Wunsch, sich den Wissenschaften zu widmen. Hierzu besuchte er seit dem 2. September 1754 die Lateinschule seiner Geburtsstadt, die er bereits 1758 verließ, um an der Universität Utrecht ein Studium der Theologischen Wissenschaften zu verfolgen. Hierzu besuchte er anfänglich die Vorlesungen zur älteren Literatur, zur Philosophie und allen Fächern die notwendig waren, um sich das nötige Grundwissen für die theologischen Fächer anzueignen. Nachdem er am 1. Juni 1763 die Abhandlung Excercitatio tertia ad Car. Fr. Houbigant Oratorii D.J. Sacerdotis Prolegomena in Scripturam Sacram Cap. II, art. II abgehalten hatte und 1764 unter Sebald Rau die Dissertation philologico-antiquaria de aedibus veterum Hebraeorum verteidigt hatte, wurde er am 13. Juni 1764 zum Doktor der Philosophie promoviert.
Danach besuchte er verstärkt die theologischen Vorlesungen. Hier waren Albert Voget, Frans Burman und Gisbert Bonnet seine prägenden Lehrer. Sie vermittelten ihm das nötige Rüstzeug, das er 1765 mit der theologischen Abhandlung de moribus antediluvianis typo morum adventum servatoris antecessurorum zum Doktor der Theologie promovierte und als Kandidat auf ein Predigeramt aufgenommen wurde. Im Folgejahr am 23. April 1766 erhielt er dann ein Pfarramt in Durgerdam, wo er seine Studien fortsetzte und sich vor allem mit Kirchengeschichte und den Schriften des Alten und Neuen Testaments beschäftigte. Hier hatte er 1769 Susanna Flandreau, die Witwe des Kapitäns im Dienst der Ostindischen Kompanie Albert Alders, geheiratet. Sie schenkte ihm 1770 und 1771 mit einem Sohn und einer Tochter zwei Kinder, welche ihm sehr viel Freude bereiteten. In jener Zeit hatte er auch begonnen, verschiedene Fachaufsätze in einigen Journalen seiner Zeit und einige Bücher zu veröffentlichen.
Am 18. August 1776 wechselte er als Pfarrer nach Grootebroek (heute Stede Broec) und am 23. November 1777 ging er in gleicher Eigenschaft nach Goes. In Goes hatte er mit seinem Amtskollegen Dirk Kaas Konflikte, die ihn dazu bewogen seine Stellung niederzulegen. Die Gründe dafür führte er in seiner Schrift Berigt aangaande de redenen, die hem bewogen om zyn dimissie als predikant te Goes in Zuid Beveland te vraagen, en deze hem geweigerd zynde zyn ambt intusschen aldaar neer te leggen (Utrecht 1779) an. Hier hätte er gern auch eine Abschiedspredigt gehalten. Jedoch kam es nicht dazu, sodass diese aufgebrachte Arbeit später nur im Druck erscheinen konnte. Im Juni 1779 zog er sich nach Utrecht ins bürgerliche Leben zurück. In seiner Utrechter Zeit hatte er einige poetische und theologische Schriften verfasst. Unter anderem hatte er 1783 damit begonnen, eine mehrbändige Verteidigung der Bibel zu verfassen.
Seine theologische Vakanzzeit fand ein Ende, als ihm am 5. Januar 1784 die Kuratoren der Utrechter Hochschule zum Professor der Theologie beriefen, womit eine Pfarrstelle in Utrecht verbunden war. Dieses Amt trat er am 26. Februar 1784 mit der Abhandlung der Frage Statu rei Christianae, hodierno! Laeto an tristi? Quidque in posterum de eo sperare vel timere debeamus? (frei übersetzt: Wie viel Christentum gibt es noch heute? Sind wir froh oder traurig? Welche Gewissheit haben wir für die Zukunft?) an. In dieser Eigenschaft beteiligte er sich auch an den organisatorischen Aufgaben der Utrechter Hochschule und war 1785/86 Rektor der Alma Mater. Seine damals berühmtesten Schüler waren der Dichter Jacobus Bellamy (1757–1786) und der spätere Theologieprofessor in Leiden Sebald Fulco Johannes Rau.
Ab 1786 hatte sich in Utrecht, wie auch in anderen niederländischen Ortschaften, durch die politischen Verhältnisse eine patriotische Bewegung gebildet, die Umwälzungen in den Niederlanden erwirken wollte. Diese zielten auf eine Schwächung des Hauses Oranien Nassau ab, und jene Vorgänge sind in die Geschichtsschreibung als Patriotenschwindel eingegangen. Hamelsfeld, der sich positiv zu diesen Vorgängen geäußert hatte, wurde nach dem militärischen Eingreifen preußischer Truppen ein leidliches Schicksal zuteil. Ihm wurde am 1. Oktober 1787 verboten, sein Lehr- und Predigeramt auszuüben. Zudem entzog man ihm am 4. Oktober desselben Jahres das Bürgerrecht, sein Bildnis wurde aus der Senatskammer entfernt, und er musste aus seiner Geburtsstadt fliehen. Nachdem er erfolglos versucht hatte, in Amsterdam eine neue Heimat zu finden, ging er wieder nach Durgerdam, wo er zwei Jahre lang als Schriftsteller seinen Unterhalt bestritt.
1789 ging er, seinen Sohn folgend, an die Universität Leiden, wo er sich selbst am 31. März als Student in die Matrikel der Hochschule eintrug. In Leiden hatte er kurz nacheinander neue kommentierte Übersetzungen des Neuen Testaments herausgegeben, die für ungelehrte Gläubige gedacht waren, jedoch auch gern später von studierten Theologen genutzt wurden. Als 1795 die neue Batavische Republik ihren Anfang nahm, beteiligte er sich an deren Landesregierung. 1796 kehrte er nach Utrecht zurück, wo die gegen ihn erwirkten Beschlüsse aus dem Jahr 1787 aufgehoben wurden. Man bot ihm auch wieder die theologische Professur an, die er jedoch auf Rücksicht gegenüber dem Amtsinhaber ablehnte. Dann war er in Amsterdam tätig und fand 1796 in Den Haag als Mitglied der Nationalversammlung einen neuen Wirkungskreis.
1797 wurde er Mitglied der zweiten Nationalversammlung und beteiligte sich an einer Resolution die die Trennung von Staat und Kirche in die Verfassung aufnahm. Im Zuge der Gegenrevolution von 1798 wurde er am 22. Januar abermals seiner Aufgaben enthoben. Er wurde fünf Monate lang im Huis ten Bosch gefangen genommen, und nachdem Von Daendel die Gegenrevolution niedergeschlagen hatte, zog er sich nach erfolgter Entlassung nach Amsterdam ins Privatleben zurück. Er fand bei seinem Sohn Aufnahme und war er noch einige Jahre als Schriftsteller aktiv. Am 29. April 1812 erkrankte er und verstarb schließlich nach einer kurzen Leidenszeit.
Hamelsfeld hatte sich besondere Verdienste auf dem Gebiet der Kirchengeschichtsschreibung der Niederlande erworben. Auch in anderen theologischen Bereichen der Bibelübersetzung und Exegese war seine Arbeit fruchtbar. Im Ausland fand vor allem seine biblische Geographie Anerkennung, die auch in deutscher Sprache erschien.

## Werke (Auswahl)
- Het Onderzoek, of de Heidelb. Katechismus, en deszelfs Opstellers, in het gevoelen v. eene Algemeene Genoegdoening v. ’s Werelds Heiland zijn, enz. Amsterdam 1767
- Hanna’s Lied, 1 Sam. II vs. 1-10, in zes Leerred. en Schetse, over Pred. VII:13. Utrecht 1773
- Vaticinium Jerem. XXX, 31 - 40 illustravit. Utrecht 1780 (Online)
- De Bijbel verdedigd Amsterdam 1783, 8. Bde.(8 dln., )
- De voortreffelijkheid. nuttigheid en noodzakelijkheid van de geschiedenissen des O.T. betoogd in een redevoering over 1 Cor. X: 11. Utrecht 1783
- Aardrijksk. des Bijbels. Amsterdam 1790–96, 6. Bde.
- Het Oude en Nieuwe Testament en de Apocryfe Boeken met aanm. Amsterdam 1791, 16. Bde.
- De welmeenende raadgever. Amsterdam 1791, 5. Bde.
- De zedelijke toestand der Nederl. natie op het eind der XVIIIe eeuw. Amsterdam 1791 (Online)
- Brief behelzende eenige bijzonderheden wegens B. Meulman. Amsterdam 1791
- De Vraagal Leiden und Amsterdam 1791–96, 6. Bde.
- Nodig bericht aan het publiek nopens de handelingen van P. van Hemert omtrent hem. Amsterdam 1793
- De Ongeveinsde Christen. Amsterdam 1797, 1. Bd., (Online); 1798, 2. Bd., (Online); 1799, 3. Bd., (Online); 1800, 4. Bd. (Online); 1801, 5. Bd. (Online); 1802, 6. Bd. (Online); 1803, 7. Bd., (Online); 1855, 8. Bd. (Online);
- Bijbelgeschiedenis Amsterdam 1797, 2. Bde.
- Algem. kerkelijke Geschied. der Christenen, vervolgd door A. Ypey. Haarlem 1799–1817, 26. Bde.; 1799, 1. Bd., (Online); 1800, 2. Bd., (Online, Online); 1800, 3. Bd., (Online); 1801, 4. Bd., (Online); 1802, 5. Bd., (Online, Online); 1803, 6. Bd., (Online); 1803, 7. Bd., (Online, Online, Online); 1804, 8. Bd., (Online, Online)); 1804, 9. Bd., (Online); 1805, 10. Bd., (Online); 1805, 11. Bd., (Online, (Online)); 1806, 12. Bd., (Online); 1806, 13. Bd., (Online, Online, Online); 1807, 14. Bd., (Online); 1807, 15. Bd., (Online); 1808, 16. Bd., (Online, Online); 1808, 17. Bd.; (Online, Online); 1809, 18. Bd., (Online, Online); 1809, 19. Bd., (Online); 1810, 20. Bd., (Online); 1811, 21. Bd., (Online; 1813, 23. Bd., (Online); 1814, 24. Bd., (Online, Online); 1816, 25. Bd., (Online, Online, Online); 1817 26. Bd., (Online);
- De gesch. van Abraham voor kinderen. Amsterdam 1804
- De gesch. van Jakob voor kinderen. Amsterdam 1805
- De bijbel uit het Hebr. en het Gr. Amsterdam 1805
- Rom. geschiedenissen, van M. Stuart verkort. Amsterdam 1806, 4. Bde.
- Gesch. der Joden sedert de verwoesting van stad en tempel tot den tegenwoordigen tijd. Amsterdam 1807 (Online)
- Historisch Handboekje van de Bijbel. Amsterdam 1830 (4. Aufl., (Online))